# Fox (strip)
Fox is een Belgische stripreeks van scenarist Jean Dufaux en tekenaar Jean-François Charles. Het eerste nummer verscheen in 1991 bij uitgeverij Glénat.